# خالد لطيف
خالد لطيف (4 نوفمبر 1985 بكراتشي في باكستان - ) (بالأردية: خالد لطیف) (بالإنجليزية: خالد لطیف) هو لاعب كريكت باكستاني. شارك في دورة الألعاب الآسيوية 2010. وشارك مع منتخب باكستان للكريكت وPakistan A cricket team ‏. أما مع النوادي، فقد لعب مع List of Karachi first-class cricket teams ‏.

## وصلات خارجية
- خالد لطيف على موقع إي آس بي آن كريك إنفو (الإنجليزية)